# بورت كلارنس (ألاسكا)
بورت كلارنس (بالإنجليزية: Port Clarence, Alaska)‏ هو مكان مخصص للتعداد في ألاسكا. أُجري تعداد الولايات المتحدة 2010 في 1 أبريل 2010م. تم تقدير العدد الكلي للسكان بـِ 308,745,538 نسمة، بزيادة 9.7% عن التعداد السابق في عام 2000. يقع على لسان رملي الذي يفصل خليج بورت كلارنس عن مضيق بيرنغ.

## المناخ
يظهر الجدول التالي التغييرات المناخية على مدار السنة لبورت كلارنس:
| البيانات المناخية لـبورت كلارنس   | البيانات المناخية لـبورت كلارنس | البيانات المناخية لـبورت كلارنس | البيانات المناخية لـبورت كلارنس | البيانات المناخية لـبورت كلارنس | البيانات المناخية لـبورت كلارنس | البيانات المناخية لـبورت كلارنس | البيانات المناخية لـبورت كلارنس | البيانات المناخية لـبورت كلارنس | البيانات المناخية لـبورت كلارنس | البيانات المناخية لـبورت كلارنس | البيانات المناخية لـبورت كلارنس | البيانات المناخية لـبورت كلارنس | البيانات المناخية لـبورت كلارنس |
| الشهر                             | يناير                           | فبراير                          | مارس                            | أبريل                           | مايو                            | يونيو                           | يوليو                           | أغسطس                           | سبتمبر                          | أكتوبر                          | نوفمبر                          | ديسمبر                          | المعدل السنوي                   |
| --------------------------------- | ------------------------------- | ------------------------------- | ------------------------------- | ------------------------------- | ------------------------------- | ------------------------------- | ------------------------------- | ------------------------------- | ------------------------------- | ------------------------------- | ------------------------------- | ------------------------------- | ------------------------------- |
| الدرجة القصوى °ف (°م)             | 42 (6)                          | 45 (7)                          | 35 (2)                          | 48 (9)                          | 64 (18)                         | 76 (24)                         | 81 (27)                         | 80 (27)                         | 72 (22)                         | 51 (11)                         | 43 (6)                          | 35 (2)                          | 81 (27)                         |
| متوسط درجة الحرارة الكبرى °ف (°م) | 9.4 (−12.6)                     | 4.7 (−15.2)                     | 7.2 (−13.8)                     | 20.7 (−6.3)                     | 36.1 (2.3)                      | 48.9 (9.4)                      | 56.5 (13.6)                     | 54.2 (12.3)                     | 46.6 (8.1)                      | 33.1 (0.6)                      | 20.3 (−6.5)                     | 10.7 (−11.8)                    | 29.0 (−1.7)                     |
| المتوسط اليومي °ف (°م)            | 2.8 (−16.2)                     | −1.7 (−18.7)                    | 0.9 (−17.3)                     | 12.9 (−10.6)                    | 30.3 (−0.9)                     | 43.1 (6.2)                      | 51.0 (10.6)                     | 49.5 (9.7)                      | 41.8 (5.4)                      | 29.0 (−1.7)                     | 15.4 (−9.2)                     | 4.7 (−15.2)                     | 23.3 (−4.8)                     |
| متوسط درجة الحرارة الصغرى °ف (°م) | −3.8 (−19.9)                    | −8.1 (−22.3)                    | −5.5 (−20.8)                    | 5.1 (−14.9)                     | 24.4 (−4.2)                     | 37.2 (2.9)                      | 45.4 (7.4)                      | 44.8 (7.1)                      | 36.9 (2.7)                      | 24.9 (−3.9)                     | 10.5 (−11.9)                    | −1.4 (−18.6)                    | 17.5 (−8.0)                     |
| أدنى درجة حرارة °ف (°م)           | −44 (−42)                       | −48 (−44)                       | −36 (−38)                       | −28 (−33)                       | −6 (−21)                        | 20 (−7)                         | 20 (−7)                         | 25 (−4)                         | 18 (−8)                         | −5 (−21)                        | −12 (−24)                       | −30 (−34)                       | −48 (−44)                       |
| الهطول إنش (مم)                   | 1.11 (28)                       | 1.47 (37)                       | 0.15 (3.8)                      | 0.46 (12)                       | 0.27 (6.9)                      | 0.70 (18)                       | 0.98 (25)                       | 1.82 (46)                       | 1.48 (38)                       | 0.92 (23)                       | 0.64 (16)                       | 1.26 (32)                       | 11.26 (285.7)                   |
| متوسط تساقط الثلوج إنش (سم)       | 9.1 (23)                        | 6.9 (18)                        | 10.4 (26)                       | 7.3 (19)                        | 3.7 (9.4)                       | 1.4 (3.6)                       | 0.0 (0.0)                       | 0.1 (0.25)                      | 0.7 (1.8)                       | 9.2 (23)                        | 10.0 (25)                       | 9.4 (24)                        | 68.2 (173)                      |
| المصدر: WRCC                      |                                 |                                 |                                 |                                 |                                 |                                 |                                 |                                 |                                 |                                 |                                 |                                 |                                 |